# Алтландсберг
Алтландсберг (њем. Altlandsberg) град је у њемачкој савезној држави Бранденбург. Једно је од 45 општинских средишта округа Меркиш-Одерланд. Према процјени из 2011. у граду је живјело 8.723 становника. Посједује регионалну шифру (AGS) 12064029.

## Географија
Алтландсберг се налази у савезној држави Бранденбург у округу Меркиш-Одерланд. Град се налази на надморској висини од 57 метара. Површина општине износи 106,2 km².

## Становништво
У самом граду је, према процјени из 2010. године, живјело 8.769 становника. Просјечна густина становништва износи 83 становника/km².